# Vägmärken i USA
Vägmärken i USA skiljer sig i många fall från dem som används i de flesta andra länder. De är standardiserade genom federala förordningar, främst Manual of Uniform Traffic Control Devices (MUTCD). Kanada och Mexiko använder liknande vägmärken.

## Förbuds- och påbudsskyltar
Dessa skyltar (eng. Regulatory signs) gäller för motorfordon, cyklister och fotgängare. Skyltar såsom stopp, parkeringsförbud, förbud mot att svänga samt väjningsplikt räknas dit. En del av skyltarna har speciell form, som den åttkantiga stoppskylten och den X-formade skylten för järnvägskorsning. En del skyltar kan ha lokala variationer, till exempel parkeringsförbud, och andra återfinns bara i lokala och delstatliga jurisdiktioner, såsom "Don't Block the Box"-skylten i New York City. Dessa skyltar ingår i MUTCD:s R-serie och, för det mesta, i R-serien i de flesta delstatliga supplement till MUTCD, eller i delstatens egna MUTCD.

### R1-serien: Stopp och väjningsplikt
I MUTCD:s R1-serie ingår stopp- och väjningspliktsskyltar. Eftersom alla trafiksituationer inte tillgodoses av denna, har flera delstater egna standarder utöver MUTCD.

Stopp- och väjningspliktsskyltar
Stopp
Väjningsplikt
Flervägsstopp
Väj för fotgängare, (New York City)
Delstatlig regel; väj för fotgängare vid övergångsställe
Delstatlig regel; stanna för fotgängare vid övergångsställe
Delstatlig regel (Maryland); stanna för fotgängare vid övergångsställe